# Only the Horses
Only the Horses è un singolo del gruppo musicale statunitense Scissor Sisters, pubblicato il 13 aprile 2012 come secondo estratto dal quarto album in studio Magic Hour.
Gli Scissor Sisters hanno collaborato con Calvin Harris e Alex Ridha.

## Video musicale
Il videoclip, pubblicato il 19 aprile 2012, mostra i membri del gruppo coperti di vernice, mentre una mandria di cavalli che attraversa il deserto utilizza corde per tirare la vernice via da loro (per la precisione non è vernice, bensì una specie di gomma che li aveva intrappolati impedendogli di trasmettere il messaggio della canzone).

## Tracce
Single
1. Only the Horses – 3:39

EP
1. Only the Horses – 3:39
2. Only the Horses (Calvin Harris Extended Mix) – 4:32
3. Only the Horses (Max Sanna & Steve Pitron Remix) – 7:27
4. Magic Hour Medley – 4:29

US Remixes EP
1. Only the Horses (Max Sanna & Steve Pitron Remix) – 7:27
2. Only the Horses (Horsepower Remix) – 6:46
3. Only the Horses (Louis Brodinski Remix) – 4:28
4. Only the Horses (Cyantific & Dimension Remix) – 4:18

12-inch single
1. Only the Horses – 3:42
2. Only the Horses (Calvin Harris Extended Mix) – 4:28
3. Only the Horses (Max Sanna & Steve Pitron Mix Edit) – 3:48
4. Only the Horses (Max Sanna & Steve Pitron Club Mix) – 7:23

## Classifiche
| Classifica (2012)                    | Maggiore posizione |
| ------------------------------------ | ------------------ |
| Belgio (Ultratip Fiandre)            | 37                 |
| Belgio (Ultratip Vallonia)           | 33                 |
| Irlanda (IRMA)                       | 32                 |
| Italia (Universal Music)             | 5                  |
| Scozia (Official Charts Company)     | 7                  |
| UK Singles (Official Charts Company) | 12                 |
| US Hot Dance Club Songs (Billboard)  | 5                  |

## Date di pubblicazione
| Nazione       | Data           | Formato                             | Etichetta |
| ------------- | -------------- | ----------------------------------- | --------- |
| Australia     | 13 aprile 2012 | Singolo                             | Polydor   |
| Finlandia     | 13 aprile 2012 | Singolo                             | Polydor   |
| Francia       | 13 aprile 2012 | Singolo                             | Polydor   |
| Giappone      | 13 aprile 2012 | Singolo                             | Polydor   |
| Nuova Zelanda | 13 aprile 2012 | Singolo                             | Polydor   |
| Norvegia      | 13 aprile 2012 | Singolo                             | Polydor   |
| Spagna        | 13 aprile 2012 | Singolo                             | Polydor   |
| Svezia        | 13 aprile 2012 | Singolo                             | Polydor   |
| Svizzera      | 13 aprile 2012 | Singolo                             | Polydor   |
| Australia     | 13 maggio 2012 | EP                                  | Polydor   |
| Germania      | 13 maggio 2012 | EP                                  | Polydor   |
| Irlanda       | 13 maggio 2012 | EP                                  | Polydor   |
| Nuova Zelanda | 13 maggio 2012 | EP                                  | Polydor   |
| Regno Unito   | 13 maggio 2012 | EP                                  | Polydor   |
| Stati Uniti   | 15 maggio 2012 | single digital download, remixes EP | Polydor   |